# Biserica de lemn din Șerăuții de Jos
Biserica "Sf. Spiridon", zisă și Biserica Domnească, a fost ctitorită de Nicolae Mavrocordat, principele Moldovei, în anul 1715, în târgul Cernăuților, în piața Turcească. A fost înzestrată cu privilegii domnești de fiii acestuia, Constantin și Ioan. La această biserică se desfășura în fiecare an procesiunea sfințirii mari a apei, de Bobotează.
În anul 1779, după anexarea Bucovinei la Imperiul Habsburgic, a fost mutată din Cernăuți (de lângă Fântâna Turcească din piața amintită), în satul Șerăuții de Jos (azi aparținător de oraș), unde se află și în prezent. În 1783 s-a ridicat pe vechiul amplasament o altă biserică românească de lemn, Biserica „Adormirea Maicii Domnului”, iar numele pieței a fost schimbat din Piața Turcească în Piața Sfânta Maria.